# Koszmosz–64
A Koszmosz–64 (oroszul: Космос 64) Koszmosz műhold, a szovjet műszeres műhold-sorozat tagja. Első generációs Zenyit–2 felderítő műhold.

## Küldetés
Katonai felderítő műhold, feladata a Föld meghatározott térségeinek megfigyelése, katonai célú adatgyűjtés. Polgári célja az emberes űrrepülés elősegítése. Az exponált filmeket egy fémkapszulában, ejtőernyővel juttatta vissza a Földre, és süllyedés közben gyűjtötték be.

## Jellemzői
1965. március 25-én a Bajkonuri űrrepülőtér indítóállomásról egy Vosztok-2 (8K71) rakétával juttatták Föld körüli, közeli körpályára. Az orbitális egység pályája 89,2 perces, 65 fokos hajlásszögű, elliptikus pálya perigeuma 201 kilométer, apogeuma 267 kilométer volt. Hasznos tömege 4720 kilogramm. A sorozat felépítését, szerkezetét, alapvető fedélzeti rendszereit tekintve egységesített, szabványosított tudományos-kutató űreszköz. Áramforrása kémiai akkumulátor, szolgálati ideje maximum 10 nap.
A Koszmosz–50 programját folytatta. A Föld felső atmoszférája fontos szerepet játszik a felszíni és a műholdas kommunikációban és navigációban, sűrűsége befolyásolja az alacsony Föld körüli pályán (LEO) keringő műholdak élettartamát. A fedélzeten elhelyezett rádióadók által sugárzott jelek fáziskülönbségének méréséből következtetéseket lehet levonni az ionoszféra szerkezetéről. Az éjszakai ionoszféra F-rétege magasságbeli és kiterjedésbeli inhomogenitásainak mérése a 20 MHz-es fedélzeti adó jeleinek fluktuációváltozásaiból történt. Kamerái SZA-10 (0,2 méter felbontású), SZA-20 (1 méter felbontású) típusú eszközök voltak.
1965. április 2-én10 napos szolgálati idő után, a filmkapszula földi parancsra belépett a légkörbe és hagyományos – ejtőernyős leereszkedés – módon visszatért a Földre.